# Ле Ван Зует
Ле Ван Зует (вьет. Lê Văn Duyệt, 1763 или 1764 — 30 июля 1832) — вьетнамский генерал, который помог Нгуен Тхе-то, будущему императору Зя-лонгу подавить восстание Тэйшон, объединить Вьетнам и основать династию Нгуен. После прихода к власти Нгуена в 1802 году, Зует стал высокопоставленным мандарином, служившим при первых двух императорах династии Нгуен (Нгуен Тхе-то и Нгуен Тхань-то).

## Ранняя жизнь и карьера
Зует родился в семье крестьян недалеко от Тьензянг и присоединился к принцу Нгуен Тхе-то в борьбе с восстанием в Тэйшон. Благодаря военным способностям Зуета он быстро поднялся в рядах армии Нгуен и стал маршалом, когда война закончилась. После основания династии Нгуен, Зует служил высокопоставленным мандарином, а затем наместником южной части Вьетнама.
Его управление значительно стабилизировало и помогло развить южную часть Вьетнама, превратив ее в богатый и мирный регион. Кроме того, Зует выступил против вознесения императора Нгуен Тхань-то и защищал христианских миссионеров и выступал против изоляционной и конфуцианской политики императора. Эти отношения привели Зуета к конфликту с Нгуен Тхань-то и привели к посмертному осквернению гробницы Зуета, что спровоцировало восстание его приемного сына Ле Ван Хоя. Позже император Нгуен Хьен-то, преемник Нгуен Тхань-то, реабилитировал Ван Зуета и восстановил его могилу.

## Генерал Нгуен Тхе-то
В 1780 году Зует стал евнухом (Зует не был настоящим евнухом, он родился интерсексом) 18-летнего принца Нгуен Тхе-то, племянника убитого князя Нгуен и самого старшего члена семьи, который пережил восстание трех братьев Тэйшон, которые отвоевали Южный Вьетнам у Нгуена в 1777 году. В результате Нгуен Тхе-то и несколько его сторонников скрылись в густых джунглях дельты Меконга на крайнем юге. Позже Нгуен Тхе-то сделал из своего телохранителя Зуета — «Кай Ко» («Командира»).

## Смерть
30 июля 1832 года Зует скончался в цитадели Сайгона в возрасте 68 лет. Он был похоронен в Биньхоа, Зядинь (современный Хошимин). Его могила была названа местными жителями «Ланг Онг Бачиеу» («Гробница маршала в Бачиеу»).